# Сноу, Джон (врач)
Джон Сноу (англ. John Snow; 15 марта 1813 — 16 июня 1858) — британский врач, один из первых приверженцев массового внедрения анестезии и медицинской гигиены. Он считается одним из основателей современной эпидемиологии и более всего известен изучением вспышки холеры в лондонском квартале Сохо в 1854 году.
Родился в 1813 году в Йорке в бедной семье угольщика, был первым из девяти детей. Медициной интересовался с отроческих лет, в четырнадцатилетнем возрасте став учеником хирурга. В декабре 1844 года окончил медицинский факультет Лондонского университета, с 1850 года был членом Королевского колледжа врачей. Являлся одним из основателей Лондонского Эпидемиологического общества.
Сноу был одним из первых врачей, начавших активно применять эфир и хлороформ для анестезии. Известен тем, что лично дал хлороформ королеве Виктории во время родов двух её последних детей. Был противником так называемой «теории миазмов»; считается, что он первым установил, что холера может распространяться через заражённую воду.
Никогда не был женат. Умер в возрасте 45 лет от инсульта.
Похоронен на Бромптонском кладбище в Лондоне.
В 2019 году в сериале "Виктория" (3 сезон, 4 серия) Джон Сноу был выведен одним из действующих лиц в истории о вспышке холеры в Лондоне 1854 года.